# Rođendan
Rođendan je dan u godini, kada se slavi obljetnica rođenja. Slavi se u mnogim kulturama. Slavljenik za rođendan dobiva darove i organizira rođendansku proslavu.
Do 1814. godine, nije se uopće bilježio dan rođenja, nego samo dan krštenja u crkvenim maticama krštenih.
Posebno se slavi 18. rođendan, kada osoba postaje punoljetna, često uz raskošnu zabavu. Značajnije se slave i rođendani s okruglim brojem godina, a osobito 100. rođendan, koji se često poprati i u medijima. Osobe koje su rođene 29. veljače, mogu slaviti rođendan na taj dan samo svake 4. prijestupne godine pa ga obično slave 28. veljače. 
U Hrvatskoj se prije dolaska komunista na vlast češće slavio imendan od rođendana. 

## U raznim kulturama
- Judaisti slave 13. rođendan muškarca/12. rođendan žene kao bar-mizvu kao službeno primanje odgovornih članova u vjersku zajednicu.
- U Sjevernoj Americi ženin 16. rođendan slavi se kao sweet sixteen (slatkih 16).
- U određenim hispanoameričkim državama, kao i u Brazilu gdje se govori portugalskim, slavi se ženin 15. rođendan kao quinceañera. Od tog rođendana žena se više ne smatra djevojčicom i ulazi u svijet odraslih žena.
- U Indiji neki hinduisti slave ulazak odgovornih članova u vjersku zajednicu na njihov 12. ili 13. rođendan (upanayana).
- Na Filipinima žene slave 18., a muškarci 21. rođendan kao ulazak u svijet odraslih i odgovornih ljudi (debut).
- U azijskim državama zbog zodijaka postoji tradicija slavljenja 60. rođendana.
- Korejci tradicionalno slave baek-il (100. rođendan) i doljanchi (1. rođendan).
- U Japanu se kao ulazak u punoljetnost slavi 20. rođendan, točnije postoji nacionalni praznik (jedan nadnevak) za sve koji su u prošloj godini navršili 20 godina.
- U Ujedinjenom Kraljevstvu pripadnici kraljevske obitelji slave 100. i 105. rođendan (i svaki nakon toga), te 60., 65. i 70. obljetnicu braka (i svaku nakon toga).

Zlatni, zvjezdani ili šampionski rođendan je onaj dan kad se navrši toliko godina koliko je bilo dana tekućeg mjeseca kad se osoba rodila. Tako npr. onaj tko je rođen 24. nekog mjeseca ima zlatni 24. rođendan. U dosta država ako se ne zna pravi rođendan osobe rođendan se slavi 1. siječnja.

## Službeni rođendani
- U budizmu se slavi Budin službeni rođendan koji svake godine pada na drugi nadnevak.
- Navodni rođendan Isusa slavi se kao Božić (drugi najveći kršćanski blagdan) 25. prosinca (neki kršćani slave po julijanskom kalendaru pa pada na 7. siječnja po gregorijanskom).
- Kraljev/kraljičin službeni rođendan slavi se u Ujedinjenom Kraljevstvu, Australiji, Novom Zelandu i Fidžiju.
- Službeni rođendan velikog vojvode u Luksemburgu obično se slavi 23. lipnja.
- Koninginnedag (službeni kraljev/kraljičin rođendan) u Nizozemskoj obično se slavi 30. lipnja.
- Nacionalni praznik u Japanu je 29. travnja, rođendan trenutačnog japanskog cara Akihita.
- Rođendani Kim Il-sunga i Kim Jong-ila nacionalni su praznici u Sjevernoj Koreji.
- U SFRJ slavio se Titov službeni rođendan 25. svibnja kao Dan mladosti. Točan datum Titovog rođenja je 7. svibnja.